# Caderousse
Caderousse település Franciaországban, Vaucluse megyében. Lakosainak száma 2541 fő (2022. január 1.). Caderousse Montfaucon, Chusclan, Codolet, Laudun-l’Ardoise, Orange és Piolenc községekkel határos.

## Népesség
A település népességének változása:
| Lakosok száma | 2747 | 2738 | 2751 | 2667 | 2661 | 2651 | 2639 | 2590 | 2541 |
|               | 2013 | 2015 | 2016 | 2017 | 2018 | 2019 | 2020 | 2021 | 2022 |